# Consentement en droit civil français
En droit français des obligations, le consentement est le fait de se prononcer en faveur d'un acte juridique, au sens large, et particulièrement, de toute convention, de tout contrat. Le consentement est en effet l'élément fondamental dégagé par la doctrine de l'autonomie de la volonté : celui qui s'oblige, qui se rend débiteur d'une obligation, doit y avoir préalablement consenti. Le contrat, comme principale source des obligations juridiques, ayant adopté la théorie de l'autonomie de la volonté, est tout particulièrement empreint de cette idée, et reste, dans l'idéal, un instrument juridique consensuel grâce à la place déterminante laissée au consentement.
Même lorsque le contrat est une obligation légale, le consentement est toujours demandé, alors même que l'on pourrait penser que la loi peut se substituer au consentement des parties. Il n'en est rien, et les cas dans lesquels le consentement n'est pas possible sont très rares et motivés pour des raisons d'ordre public.
Le consentement désigne précisément la volonté isolée qui, soit se suffira à elle-même dans le cas de l'acte unilatéral, soit en rencontrera une ou plusieurs autres, pour former la convention. C'est en ce second sens que le code civil retient « le consentement de la partie qui s'oblige » au nombre des quatre conditions essentielles pour la validité d'une convention. Cependant, les auteurs font observer qu'un contrat, fût-il un contrat unilatéral suppose, au minimum, l'accord de deux volontés et non l'assentiment du seul débiteur.
Le code civil français, qui consacre à la question les articles 1128 à 1144, ne définit pas positivement le consentement lui-même. Il se borne à préciser les vices (appelés « vices du consentement ») qui peuvent l'entacher et à consacrer la possibilité de promettre ou de stipuler pour autrui. Il s'agit donc bien, pour les rédacteurs du code, du consentement conçu comme volonté individuelle.
Le consentement à un contrat doit exister d'un point de vue objectif : on distingue ainsi l'offre, ou pollicitation, de l'acceptation. En l'absence d'offre ou d'acceptation, il n'y a pas de rencontre des volontés, et donc pas de contrat.
Le consentement doit aussi être valide. Le consentement à un contrat doit être de façon libre (sans qu'une autre personne ne détermine le consentement) et intègre, pris en connaissance de cause. Dans le cas contraire, il y aura un vice du consentement.

## Le régime général du consentement

### La capacité juridique
La capacité est l'aptitude à acquérir un droit et à l'exercer.
La capacité est le principe, l'incapacité est l'exception.
L'article 1128 du code civil énumère 3 conditions essentielles de la validité du contrat. Il s'agit des conditions de fond.

L'étude de la capacité relève traditionnellement de celle des personnes. Celui qui s'oblige ne doit pas être l'objet d'une incapacité (art. 1145 du c. civ.) : 

« Toute personne physique peut contracter, sauf en cas d'incapacité prévue par la loi. »

- Certaines personnes peuvent être frappées d'une incapacité de jouissance, elles sont alors privées d'un droit. Ces incapacités sont parfois liées à des condamnations pénales (ex. : incapacité de recevoir à titre gratuit), elles sont parfois destinées à protéger un autre incapable (ex. : l'incapacité du tuteur de recevoir un don du mineur sur les intérêts duquel il est supposé veiller).
- D'autres personnes sont l'objet d'une incapacité d'exercice : elles ne sont pas privées du droit, mais de la possibilité de l'exercer seules ; la liberté et l'autonomie de la volonté supposent en effet certaines aptitudes qui ne sont pas reconnues au mineur non émancipé ainsi qu'au majeur mis sous un régime de protection, dans leur propre intérêt. Les contrats pourront être conclus par un administrateur légal, un tuteur, ou avec l'assistance d'un curateur.

Les incapacités peuvent être générales ou spéciales : Elles affectent tous les droits mais il existe toujours des exceptions légales ou jurisprudentielles. Pour ce qui est des incapacités spéciales, elles ne concernent qu'un ou plusieurs droits.
Le défaut de capacité sera parfois sanctionné par la nullité du contrat, mais la sanction est parfois écartée ou soumise à des exigences supplémentaires :
- on n'annulera pas les contrats courants passés avec un mineur (ex. : achats en magasin) ;
- on n'annulera certains actes que si l'incapable a en plus été lésé ;
- on n'annulera d'autres actes du seul fait de l'incapacité (ceux qu'un tuteur ne saurait passer sans l'autorisation de sa famille).

Toutefois l'incapable qui aura frauduleusement dissimulé son incapacité à son cocontractant se verrait privé d'action en justice.

### L'intention de se lier juridiquement
« Contracter c'est vouloir ». Cette volonté résulte d'une réflexion intérieure, propre à l'auteur qui consent au contrat. Pour qu'un contrat puisse se former valablement, ce consentement doit être « extériorisé » afin qu'il puisse être appréhendé par des tiers. De nombreux contrats se matérialisent par un écrit et à cette occasion le consentement d'une partie prend la forme d'une signature. Mais il peut revêtir d'autres formes, comme un accord oral ou même un simple poignée de main.

## L'existence du consentement

### La nécessité du consentement à l'existence même du contrat
Personne n'est obligé sans l'avoir voulu, l'engagement contractuel ne peut procéder que d'une volonté réelle et sérieuse ; il faut bien entendu exclure les manifestations de volonté fictives, relevant d'un simple exemple donné, ou d'une plaisanterie.
La liberté contractuelle fonde un véritable droit de ne pas contracter : les contrats sont en principe facultatifs, et quand bien même certains seraient obligatoires, ils ne sauraient se former sans volonté : l'automobiliste doit assurer son véhicule, il lui reste le choix de l'assureur, mais il ne sera pas assuré malgré lui.
Le refus de contracter est donc parfois illicite, ou simplement illégitime, en tout cas il n'est pas discrétionnaire :
- le maître de l'affaire qui refuse de ratifier les actes accomplis en sa faveur, ou de s'engager à les poursuivre ou à indemniser le gérant sera néanmoins tenu quasi contractuellement (comme s'il avait consenti) ;
- certaines situations ont pu être analysées comme des contrats forcés : ainsi les ventes sur saisie, les réquisitions… mais l'identification au mécanisme contractuel ne peut être que partielle. On cite parfois l'obligation faite à un commerçant de vendre : le plus souvent le refus « illicite » de vendre n'est qu'un refus d'exécuter un contrat déjà formé (la marchandise était offerte à la vente et le client a accepté de l'acheter).

### La nécessité du consentement pour déterminer le contenu du contrat
C'est par leur consentement que les parties déterminent leurs obligations ; il s'agit bien sûr de leur commune intention, et non pas de leur intention demeurée individuelle : c'est l'accord qui importe. En cas de difficulté le juge devra interpréter la convention selon cette commune intention des parties.
Cependant les parties ne détaillent ni ne précisent pas souvent leur volonté, on parle alors de consentement donné en bloc : on imagine mal le passager d'un autobus interpeller le chauffeur pour lui exprimer ses obligations, ni ce dernier préciser les conditions du transport, de la sécurité du passager, etc.
L'article 1194 du code civil prévoit l'hypothèse en indiquant que « les conventions obligent non seulement à ce qui est exprimé, mais encore à toutes les suites que l'usage, la loi, ou l'équité attachent à l'obligation d'après sa nature ». En dehors des règles impératives, il existe nombre de règles dites supplétives dont le rôle est de définir les obligations en l'absence de volonté contraire exprimée; il s'agit alors de volonté implicite, mais de volonté tout de même : les cocontractants décidant de faire selon l'usage. La référence aux contrats nommés facilite encore les choses puisqu'elle renvoie à des régimes juridiques pour l'essentiel préétablis : en désignant la vente, l'un décide de se comporter en vendeur, l'autre en acheteur, mais tout est dit.

### Les modes d'expression du consentement
Le principe du consensualisme écarte a priori toute exigence quant aux formes d'expression de la volonté, mais il faut tout de même pouvoir en constater l'existence.
On reconnaît plusieurs formes de manifestations de volonté, plus ou moins pratiques ou sûres :
- on évoquera en premier lieu le consentement exprès, manifesté à l'aide du langage : Il peut s'agir de l'écrit traditionnel, la volonté s'exprimant par lettre individuelle, annonce dans un journal, affiche publicitaire… Il peut également s'agir de télécopie, ou de l'écrit informatisé, nombre de contrats se formant « en ligne ». L'écrit facilitera souvent la preuve du contrat (cf :notamment la loi du 13 mars 2000 consacrée à la preuve en matière informatique). Il faut également mentionner les nombreuses expressions orales, y compris téléphoniques de la volonté de contracter pour les contrats les plus courants ;
- on admet par ailleurs les manifestations tacites de la volonté, qui se révèlent particulièrement pratiques : par exemple, une marchandise exposée dans un lieu de vente avec l'indication d'un prix ; un taxi en stationnement ; la pièce glissée dans le distributeur automatique (on remarquera que parfois le geste qui forme le contrat est aussi celui qui l'exécute) ; l'usage qui consiste à « toper » pour sceller les ventes d'animaux ; lever la main pour porter une enchère.

L'avantage est donc celui de la facilité, mais l'inconvénient celui du défaut de preuve, et parfois aussi celui de l'équivoque : il suffit d'imaginer dans une grande vente d'œuvres d'art aux enchères le geste d'une personne qui en reconnaîtrait une autre au bout de la salle… ou encore le passant qui monterait dans un bus pour n'y demander qu'un renseignement.
Au-delà de ces manifestations positives de la volonté se pose la question traditionnelle du silence : peut-on accorder au silence gardé par une personne la valeur d'une quelconque volonté d'engagement ? La question ne concerne que l'acceptation d'une proposition qui aurait été préalablement exprimée.
La formule est bien connue selon laquelle « qui ne dit mot consent » ; cependant le droit la rejette à cause des dangers qu'elle engendrerait rapidement : on verrait par exemple se développer les envois à domicile d'objets variés, le silence du destinataire concluant la vente, sauf à celui-ci à consacrer ses journées à la réexpédition des colis (la pratique de ces envois est d'ailleurs sanctionnée par le code pénal). Le silence est donc en principe rejeté ; il ne saurait suffire à l'expression d'une acceptation.
Il en est autrement lorsque ce silence est circonstancié : il peut avoir pour cadre des relations d'habitude entre les cocontractants, ou même avoir été prévu par un précédent accord afin que celui-ci soit tacitement reconduit… Ces silences relèvent en réalité des manifestations tacites.
La seule véritable exception au rejet du silence est d'origine jurisprudentielle : le silence vaut acceptation d'une offre lorsqu'elle est faite dans l'intérêt exclusif du destinataire. La solution s'impose dès lors que tout risque est écarté ; on imaginera la proposition de certaines donations, remises de dettes, réductions de prix… On est alors proche des actes unilatéraux, à ceci près que l'offre doit être effectivement parvenue à son destinataire.
En l'absence de consentement le contrat est donc inexistant. L'inexistence est surtout une notion doctrinale, le raisonnement conduisant à distinguer l'absence du contrat du contrat annulable ; en pratique soit il n'y aura aucune apparence de contrat, soit cette apparence ne sera détruite que par une action en annulation. En plus d'exister, le consentement doit être d'une certaine qualité.

### Une offre
L'offre est la manifestation unilatérale de volonté, qui une fois extériorisée, est suffisamment ferme et précise pour qu'une fois acceptée, un contrat puisse être formé.

### Une acceptation
L'acceptation est la manifestation unilatérale de volonté qui répond à une offre, et qui forme définitivement le contrat entre les parties.

## L'intégrité du consentement
Le consentement peut exister d'un point de vue objectif sans être valide.
Les parties doivent échanger leurs consentements, et on remarque trois points pour que le consentement soit valable :
- le consentement va exprimer l'accord des volontés qui se matérialisera dans la rencontre de l'offre et de l'acceptation ;
- l'offre doit être précise et complète, elle peut être tacite (sous entendue) ou expresse et ne peut pas être retirée avant la date fixée ou un délai raisonnable ;
- l'acceptation est l'adhésion au contenu précis de l'offre, elle peut être tacite ou expresse. Le silence, en principe, ne vaut pas acceptation.

Toutefois, le silence peut valoir acceptation dans plusieurs cas :
- si les termes de l'obligation sont en faveur du seul débiteur, le silence de la partie débitrice vaut acceptation. C'est le cas d'un engagement unilatéral ;
- si les parties ont l'habitude de contracter ensemble dans le but de leur activité, le silence de l'une des parties peut valoir acceptation ;
- si les parties ont explicitement prévu que le silence vaudrait acceptation.

Les vices du consentement sont une notion du droit des contrats français, qui portent atteinte à une série d'actes variés, qui vont des contrats (de mariage, de travail, commerciaux), au consentement à une relation sexuelle, qui devient ainsi un viol.
Les vices du consentement servent à effectuer un contrôle procédural du contrat, c'est-à-dire que l'accent est mis sur la manière dont a été formé le contrat et non sur la substance du contrat en lui-même (l'objet, et par extension, la cause). Ce contrôle de l'intégrité du consentement, qui doit être donné en toute liberté et de manière éclairée, est rendu essentiel en raison de la primauté accordée en droit français au consensualisme. Le consentement étant l'essence du contrat, il est nécessaire de s'assurer de sa « qualité ». Un vice du consentement entraîne la nullité du contrat, c'est-à-dire son annulation rétroactive (le contrat est supposé ne jamais avoir existé).
Ces vices du consentement sont énumérés par l'article 1130 du code civil français (l'erreur, le dol et la violence), modifié par l'ordonnance no 2016-131 du 10 février 2016 et, pour la lésion, par l'article 1118, dont le domaine est nettement plus restreint depuis 2016.
De surcroît, l'art. 1129 du code civil prévoit la nécessité légale que le consentement est fait à sain esprit à l'égard de l'article 414-1 du même code. De ce fait, la Cour de cassation a décidé que le consentement est inexistant en cas d'illetrisme d'un des contractants.

### Les mesures curatives
Il s'agit des sanctions des trois types de vice affectant l'intégrité du consentement lors de la conclusion du contrat.

#### L'erreur
C'est une fausse représentation de la réalité, le fait de se tromper. Du point de vue juridique, l'erreur est une fausse représentation de l'objet du contrat. La croyance de cette partie ne correspond pas à la réalité.
Pour éviter les annulations systématiques, des conditions sont posées pour obtenir la nullité. La victime de l'erreur s'appelle l'errans.
Les articles 1132, 1133 et 1134 du code civil admettent différentes sortes d'erreurs, qui ne conduisent cependant à la nullité du contrat qu'à la condition de présenter certains caractères.
Il existe trois types d'erreur : l'erreur sur la substance, l'erreur sur la personne et l'erreur-obstacle.

##### L'erreur sur les qualités essentielles de la prestation
L’article 1133 définit l'erreur sur les qualités essentielles de la prestation. Il dispose, dans son alinéa 1er, que « les qualités essentielles de la prestation sont celles qui ont été expressément ou tacitement convenues et en considération desquelles les parties ont contracté ». Avant la réforme, ce type d’erreur était déjà connu, simplement on parlait d’erreur sur la substance, ou encore d’erreur sur les qualités substantielles de la prestation. L’expression désormais utilisée est censée être plus claire.
Exemple d'erreur sur les qualités essentielles de la prestation : un acheteur pense acheter un terrain constructible alors que ce terrain ne l’est pas en réalité.

##### L'erreur sur la personne
Il s’agit d’une erreur sur les qualités essentielles du cocontractant. L’article 1134 dispose que l’erreur sur les qualités essentielles du cocontractant n’est une cause de nullité que dans les contrats conclus en considération de la personne (intuitu personae).

##### L'erreur-obstacle
Il n’y a pas de texte sur cette erreur obstacle. Il s’agit simplement d’une expression utilisée par la doctrine, pour désigner une situation pour laquelle il n’y a pas un contrat, mais simplement un malentendu entre deux personnes.
Exemple d'erreur-obstacle : un acheteur et un vendeur pensent s'être mis d’accord sur le prix, alors que le vendeur parle en euros et l’acheteur en francs. Ici, les volontés ne se sont pas rencontrées : il y a effectivement malentendu.

#### Le dol
À la différence de l’erreur qui est spontanée, le dol est une erreur provoquée.
Le dol consiste en des manœuvres illicites du cocontractant qui provoque une erreur, considérée par la jurisprudence comme étant par défaut excusable (3e chbre civ-21 février 2001). Le dol est dès lors non seulement un vice du consentement, mais aussi un délit civil.
Pour être valable, le dol doit provenir de l'autre partie (et non pas d'un tiers), avoir été fait dans l'intention de tromper et avoir déterminé la victime à conclure le contrat. Les manœuvres du cocontractant qui ne viseraient pas la conclusion de l'ensemble du contrat, mais à une clause contractuelle en particulier est appelé dol incident (à l'inverse du dol qui porte sur l'ensemble du contrat, appelé dol principal).
Le domaine du dol a été progressivement étendu par la jurisprudence, notamment en ce qui concerne le critère des manœuvres intentionnelles. En effet, un simple silence peut être considéré comme dolosif, lorsque ce silence vise à dissimuler au cocontractant une information essentielle du contrat.
La réticence dolosive est le silence gardé par l'une des parties sur une information essentielle du contrat, prévu par la jurisprudence (3e chbre civ-15 janvier 1971). La réticence dolosive sera retenue lorsqu'une partie dissimule à l'autre une information essentielle du contrat, que cet autre n'est pas en mesure de connaître.

##### L'élément matériel
- Avant la réforme du Code civil, les textes n’évoquaient que les manœuvres dolosives et la jurisprudence avait dû faire œuvre créatrice. Aujourd'hui, on dispose d’un article 1137 qui codifie la jurisprudence sans la modifier et qui est donc plus complet. L’alinéa 1er de l’article 1137 dispose que « le dol est le fait pour un contractant d’obtenir le consentement de l’autre par des manœuvres ou de mensonges ». Le 2d alinéa dispose que « constitue également un dol la dissimulation intentionnelle par l’un des contractants d’une information dont il sait le caractère déterminant pour l’autre partie ».
- Qu’est-ce qu’une manœuvre dolosive ? Il s'agit d’un fait positif conduisant à travestir la réalité (ex. : trafiquer le compteur kilométrique). Cicéron évoquait l’exemple d’un banquier à Syracuse quoi possédait une maison au bord de la mer et voulant la vendre à quelqu’un dont l’objectif était de pouvoir faire de la pêche. Le jour de la visite de l’acheteur, ce banquier avait fait sortir de nombreuses barques, afin de simuler une pêche miraculeuse.
- Qu’est-ce qu’un mensonge ? Le mensonge est considéré comme un acte positif pouvant constituer l’élément matériel du dol. Naturellement, les juges doivent analyser les situations au cas par cas. Le dol par mensonge pose en pratique deux séries de difficulté : - une difficulté de preuve (celui qui se prétend victime de dol doit rapporter la preuve) ; - tous les mensonges ne sont pas sanctionnés, puisqu’une certaine exagération, dans le cadre de la formation du contrat est naturellement permise.
- La réticence dolosive Autour des années 1950, la jurisprudence a admis que le dol pouvait être constituée par le silence : il s’agit de la réticence dolosive. Ainsi, l’article 1137 alinéa 2 retient que le fait de taire une information dans le but de conduire l’autre à conclure le contrat peut, dans certaines circonstances, être considéré comme une tromperie permettant d’obtenir la nullité du contrat. La jurisprudence est aujourd’hui abondante. Classiquement, en matière de réticence dolosive, la jurisprudence considérait que pour que le silence soit condamnable, il fallait que pèse sur le cocontractant une obligation d’information. Avec l’article 1137 alinéa 2, on peut avoir le sentiment que la réticence dolosive est plus largement admise qu’avant puisque le texte nous indique que « constitue un dol la dissimulation intentionnelle par l’un des contractants d’une information dont il sait le caractère déterminant pour l’autre partie ». À la lecture du texte, il semble ressortir que le cocontractant a l’obligation de parler, dès lors que l’information est déterminante. Jusqu’à maintenant, la jurisprudence semblait retenir qu’il ne pouvait pas y avoir de dol, ainsi elle rattachait la réticence dolosive à une obligation d’information. Exemple : arrêt Baldus. Dans cet arrêt était en cause une personne propriétaire de photographies réalisées par le photographe Baldus. Le propriétaire des photographies savait que celles-ci avaient été prises par Baldus, mais il ignorait sa célébrité et donc la valeur des photographies. Le propriétaire propose alors à un acheteur de lui les acheter (85 photographies pour 85 000 F). En réalité, ces photos valaient presque 1 915 000 F. Par la suite, le vendeur a appris que Baldus était connu et demande la nullité de la vente. Le contentieux est allé jusque devant la Cour de cassation. Il s’agissait de savoir si l’on pouvait annuler pour dol cette cession de photos. Le 3 mai 2000, la Cour a retenu qu'aucune obligation d'information relative à la valeur des photographies ne pesant sur l’acheteur, il ne commettait pas de réticence dolosives en achetant des photographies de Baldus à un prix dérisoire demandé par le vendeur.

##### L'élément intentionnel
- Le dol est une tromperie, une malhonnêteté et que cette tromperie est nécessaire pour caractériser le dol. Naturellement, il pourra être difficile d’un point de vue probatoire de démontrer cette tromperie. Le domaine du dol couvre toutes les tromperies[8]. Il dispose que l’erreur qui résulte d’un dol est toujours excusable et que la nullité pour dol est encourue alors même que le dol porte sur la valeur de la prestation ou sur le motif du contrat. L’article 1138 du Code civil retient que le dol peut émaner du cocontractant, mais aussi d’un représentant du cocontractant, ou d’une personne qui est en lien d’affaires avec lui. Cet article ajoute dans son alinéa 2 que le dol peut aussi émaner d’un tiers de connivence, c'est-à-dire d’un complice du cocontractant. Cet article tranche par rapport à l’état du droit antérieur, puisque l’ancien article 1116 posait une condition restrictive. Il retenait que le dol émanait du cocontractant. Avec l’article 1138, on fait face à un droit positif plus réaliste et qui peut donc condamner des schémas de dol faisant intervenir une troisième personne. L’article 1130 pose comme condition — comme tous les vices — que le dol, pour être sanctionné, doit avoir provoqué une erreur déterminante sur le consentement. Autrement dit, le dol ne sera retenu que si la partie qui en a été victime n’aurait pas contracté ou aurait contracté à des conditions substantiellement différentes si elle avait su la vérité.

#### La violence
La violence est une contrainte physique ou morale exercée sur l'une des parties pour l'amener à contracter. Elle se distingue des autres vices du consentement, en ce qu'elle empêche le consentement d'être libre, alors que les deux autres empêchent le consentement d'être parfaitement éclairé.
La violence ne touche pas à l'intégrité du consentement, mais à sa liberté. En effet, la victime est consciente de conclure un contrat désavantageux, mais elle ne peut pas faire autrement. Le vice du consentement ne consiste pas dans la violence elle-même, mais dans la crainte qu'elle inspire.
Cette violence prend plusieurs aspects :
- la violence physique : doit être actuelle. Cela entraîne la nullité du contrat, plus des dommages-intérêts ;
- la violence morale (ou matérielle) : Ce sont de menaces ou chantages pour inciter une personne à conclure un contrat ;
- la violence économique : la contrainte résulte alors de la pression d'évènements économiques sur le cocontractant qui n'a pas d'autre choix que de conclure le contrat.

### Les mesures préventives
Pour s'assurer que le consentement sera libre et éclairé, la sanction a été mise en place. Or celle-ci intervient après le mal. C'est pourquoi on a imposé des obligations aux contractants afin de prévenir ce mal.

#### L'information des contractants
Auparavant il n'existait pas d'obligation générale d'information, mais au vu des inégalités d'accès à l'information, une injustice est née. Ainsi pour régler ce problème ont été mises en place des obligations contractuelles et précontractuelles. Aujourd'hui pèsent une obligation d'information (oblige le contractant à faire part de certains éléments à son cocontractant) et de conseil (oblige le contractant de parler de l'opportunité de conclure le contrat à son cocontractant).

#### Les obligations spéciales d'information
Les professionnels doivent avant la conclusion du contrat mettre le consommateur en connaissances des caractéristiques du produit ou de la prestation. Ils doivent également l'informer sur les prix, limitation éventuelle de responsabilité contractuelle et conditions particulières de vente.

### La réflexion et la rétractation
Parce que contracter suppose de connaître et de réfléchir, la loi impose un temps de réflexion. La loi dispose également qu'il existe un droit de repentir afin de rétracter son consentement.